# 陶元素
陶元素（1408年—1481年），字希文，南直隸應天府上元縣人，明朝政治人物。

## 生平
陶元素是宣德十年（1435年）乙卯科應天府鄉試第五十四名舉人，正統元年（1436年）聯捷丙辰會試九十七名，二甲六名進士，因為雙親年老請求歸養，敎授諸生不出仕，天順三年（1459年）、成化七年（1471年）分別獲聘任為浙江、河南鄉試考官，選拔士子號稱得人，尤其重視品德。他年輕時已奇才，謹慎交遊，雖然貧窮也不曾干謁，自六部尚書以下的官員都仰慕其風節，總會前來造訪，家居時的禮儀悉遵從朱熹而參以時制，讀書手不釋卷，經史和筮卜無不精研，七十四歲才去世。

## 家族
曾祖陶仲禮。祖父陶致亨。父陶良玉。母王氏。具慶下。娶許氏。

## 引用
1. 1 2  道光《上元縣志·卷十六·人物志》：陶元素，字希文，正統元年進士，以親老乞歸養，敎授諸生不復仕。天順己卯、成化辛卯厯聘浙江、河南典鄉試，號稱得人，其以家居進士典試，重其品也。少負奇氣，慎交遊，雖貧甚未嘗干人，自六卿以下慕其風咸往造其門，家居吉凶禮悉遵朱文公，而以時制參之；手不釋卷，經史外星厯筮卜諸書靡不精究，詩文渾厚，典則其餘事也，卒年七十有四。
2. ↑  道光《上元縣志·卷十·選舉志》：正統元年丙辰（進士） 陶元素 字希文，以親老教授不仕，見文苑……（宣德）十年乙卯（舉人） 陶元素 見進士
3. ↑  《正統元年丙辰科進士登科錄》